# Arthur Rose (Maler)

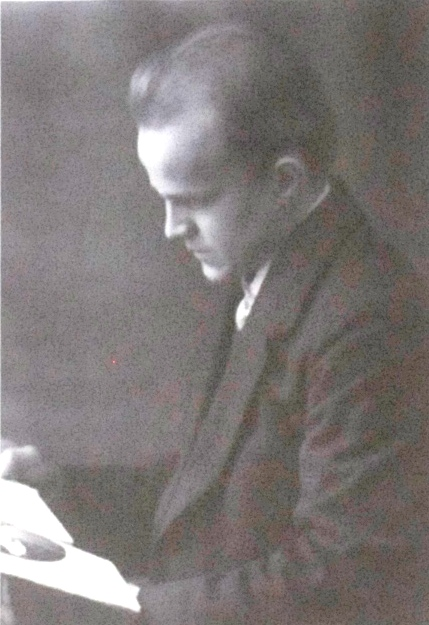
Arthur Rose etwa als 40-jähriger Mann

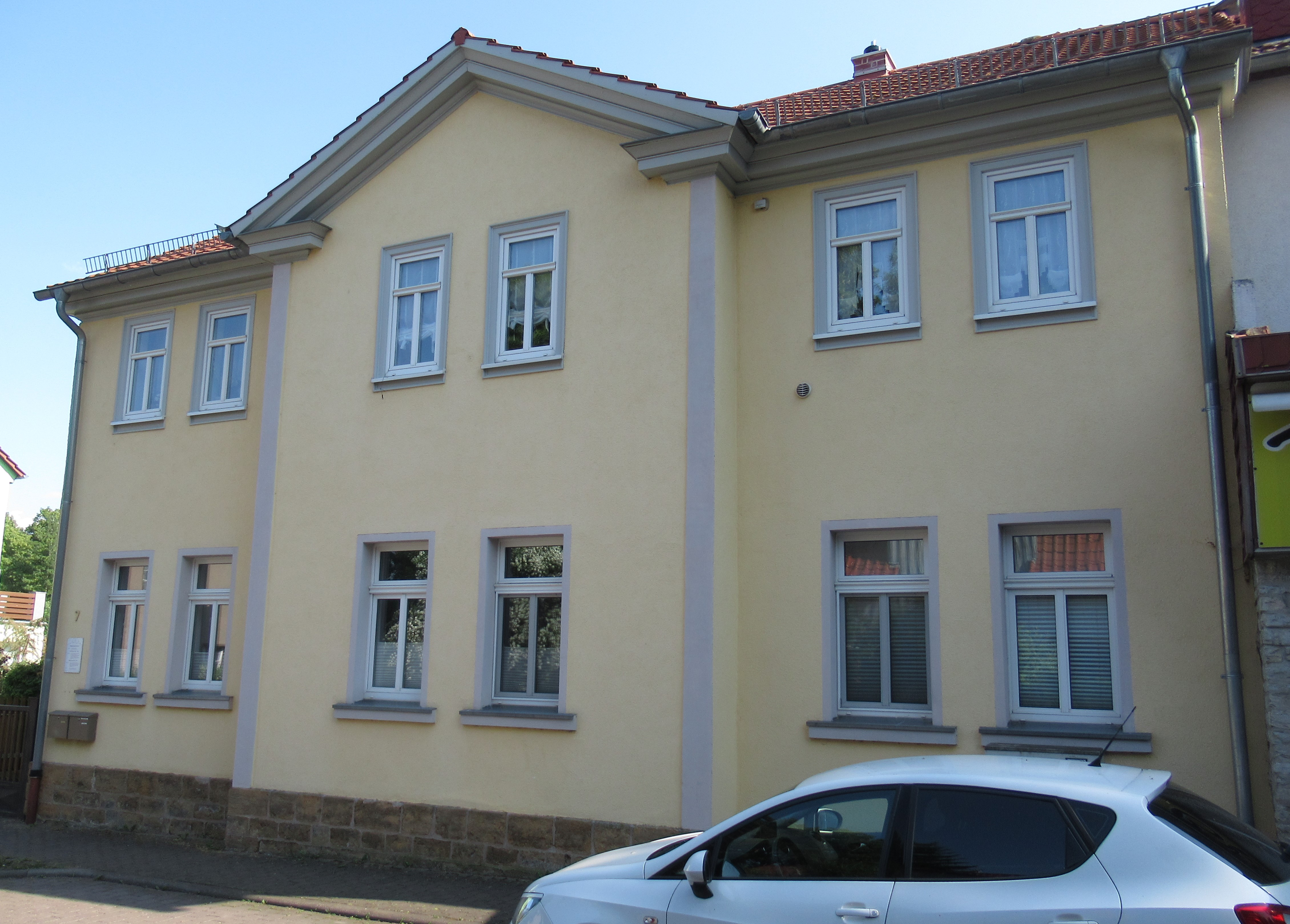
Wohnhaus in Neudietendorf, Kirchstraße 7

Arthur Rose (* 8. Juli 1891 in Dietendorf bei Neudietendorf; † 23. Januar 1974 in Erfurt) war ein deutscher Maler und Grafiker, als Bilderchronist der „Maler des alten Thüringen“.

## Leben und Wirken
Arthur Rose stammte väterlicherseits aus einer seit 1430 in Apfelstädt eingesessenen Familie. Sein Vater war „königlicher Zugführer der preußischen Staatsbahn“, was häufige Umzüge mit sich brachte. So kam er über Suhl nach Rodach bei Coburg, wo er von 1898 bis 1905 die Volksschule besuchte. Während der Schulzeit erhielt er Privatunterricht im Zeichnen. Von 1905 bis 1909 war er Schüler im Atelier für Theatermalerei und Bühnenausstattung von Fritz Lütkemeyer in Coburg und erhielt Unterricht an der Gewerblichen Fachschule. 1910 erkrankte Arthur Rose an Kinderlähmung, durch die er monatelang an das Bett gefesselt war. Erst 1912 war er soweit genesen, dass er an Krückstöcken wieder gehen konnte, war aber zeitlebens gehbehindert.
Von 1911 bis 1917 wohnte Rose mit Eltern und Geschwistern in Arnstadt, ab 1917 in Erfurt, wo er 1918 in der Barfüßerkirche Olga Oxfort heiratete. Das Paar zog im gleichen Jahr nach Neudietendorf, wo ihm 1919 die Tochter Rosemarie und 1930 Hannelore geboren wurden. Arthur Rose richtete sich im Dachgeschoss seines Hauses ein Atelier ein. 
Von 1922 bis 1924 besuchte er die Kunsthochschule in Weimar, wo er unter anderem bei dem Landschaftsmaler Walther Klemm studierte. Rose war trotz seiner körperlichen Behinderung bis ins hohe Alter als Maler, Zeichner und auch Fotograf tätig und verstarb 1974 in Erfurt. Er fand auf dem Historischen Friedhof der Brüdergemeine in Neudietendorf seine letzte Ruhestätte.

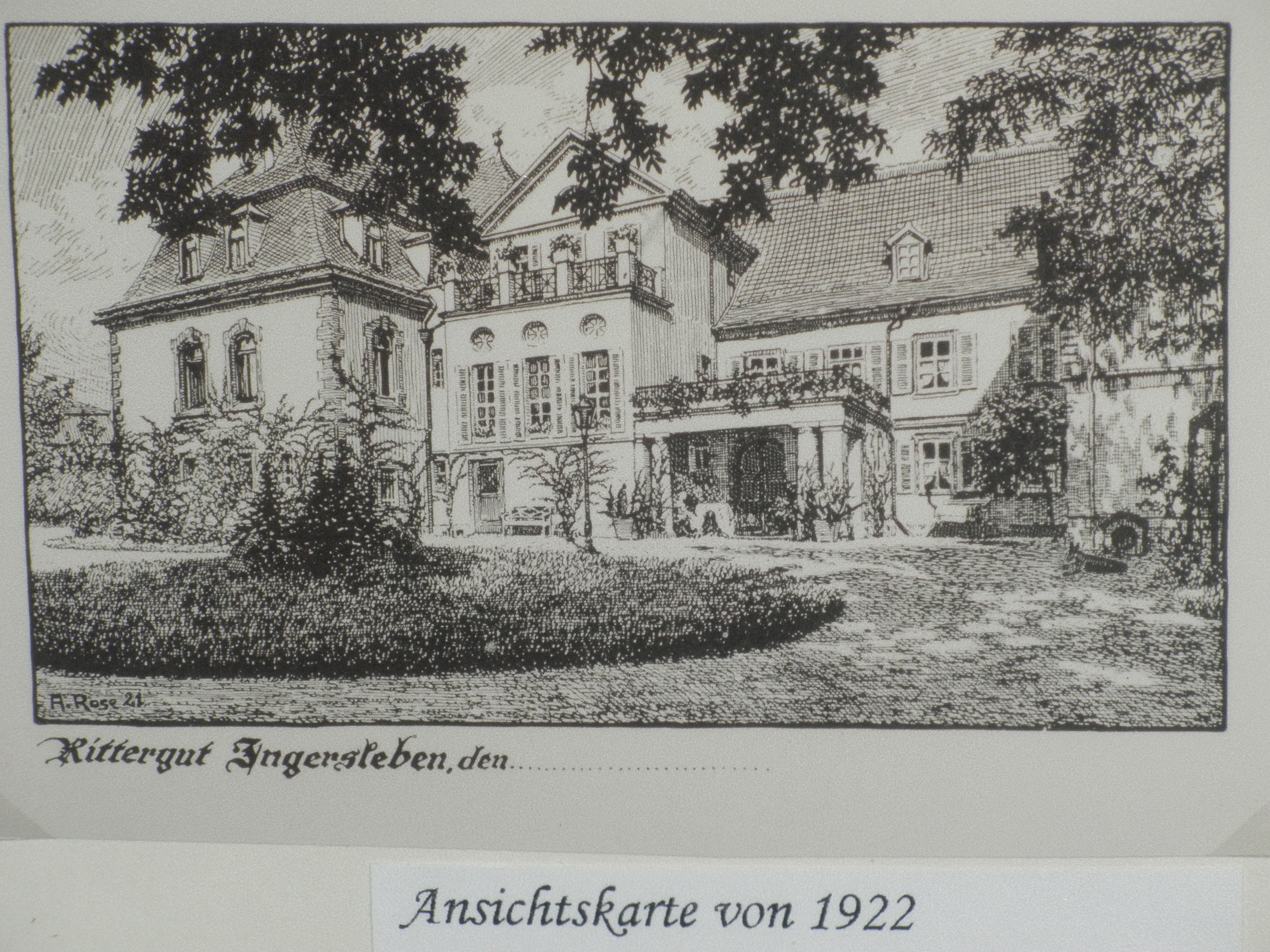
Rittergut Ingersleben (1947 abgerissen), Ansichtskarte von Arthur Rose (1922) im Heimatmuseum Ingersleben

Rose schuf Aquarelle, Zeichnungen, Radierungen und Grafiken (Exlibris, Etiketten für Betriebe, Notgeldscheine), Ansichtskarten, Buch- und Kalender-Illustrationen. Seine Motive waren historische Bauten, aber auch stille Altstadtwinkel, Dörfer und Landschaften Mittelthüringens. Rose hat viele Gebäude detailgetreu festgehalten, die später dem Zweiten Weltkrieg und der Nachkriegszeit zum Opfer fielen, zum Beispiel das 1947–1952 abgerissene Schloss in Günthersleben und die 1947 beseitigte schlossartige „Villa“ des Ritterguts in Ingersleben.
Bereits 1912 wurden erstmals Werke des jungen Rose in Gotha und in Franken ausgestellt, es folgten über seine gesamte Schaffenszeit Ausstellungen in Arnstadt, Weimar, Gotha, Erfurt und Weißensee. Seine Werke sind ausgestellt in Museen, Galerien, Häusern bedeutender Persönlichkeiten, Verwaltungen und Arztpraxen. Bis heute wird Rose als Heimatmaler und „Drei-Gleichen-Maler“ angesehen. 1972 bis 1973 wurde er mit einer Sonderausstellung Arthur Rose – Der Maler des alten Arnstadt geehrt. Auch nach Roses Tod gab es von 1991 bis 2010 mehrere Ausstellungen seiner Werke in Neudietendorf, Ingersleben, Arnstadt und Hohenfelden.